# Neil Duncan-Jordan
Neil John Duncan-Jordan est un homme politique et syndicaliste du Parti travailliste britannique, qui est député de Poole depuis 2024. Il est le premier homme politique travailliste à être élu dans la circonscription depuis sa création.

## Début de carrière
Duncan-Jordan est né à la fin des années 1960 à Elm Park, dans l'est de Londres. Son père est ouvrier chez British Rail et sa mère travaille à temps partiel dans un magasin. Il est le premier de sa famille élargie à obtenir un diplôme. Il étudie le journalisme à l'Université de Bournemouth.

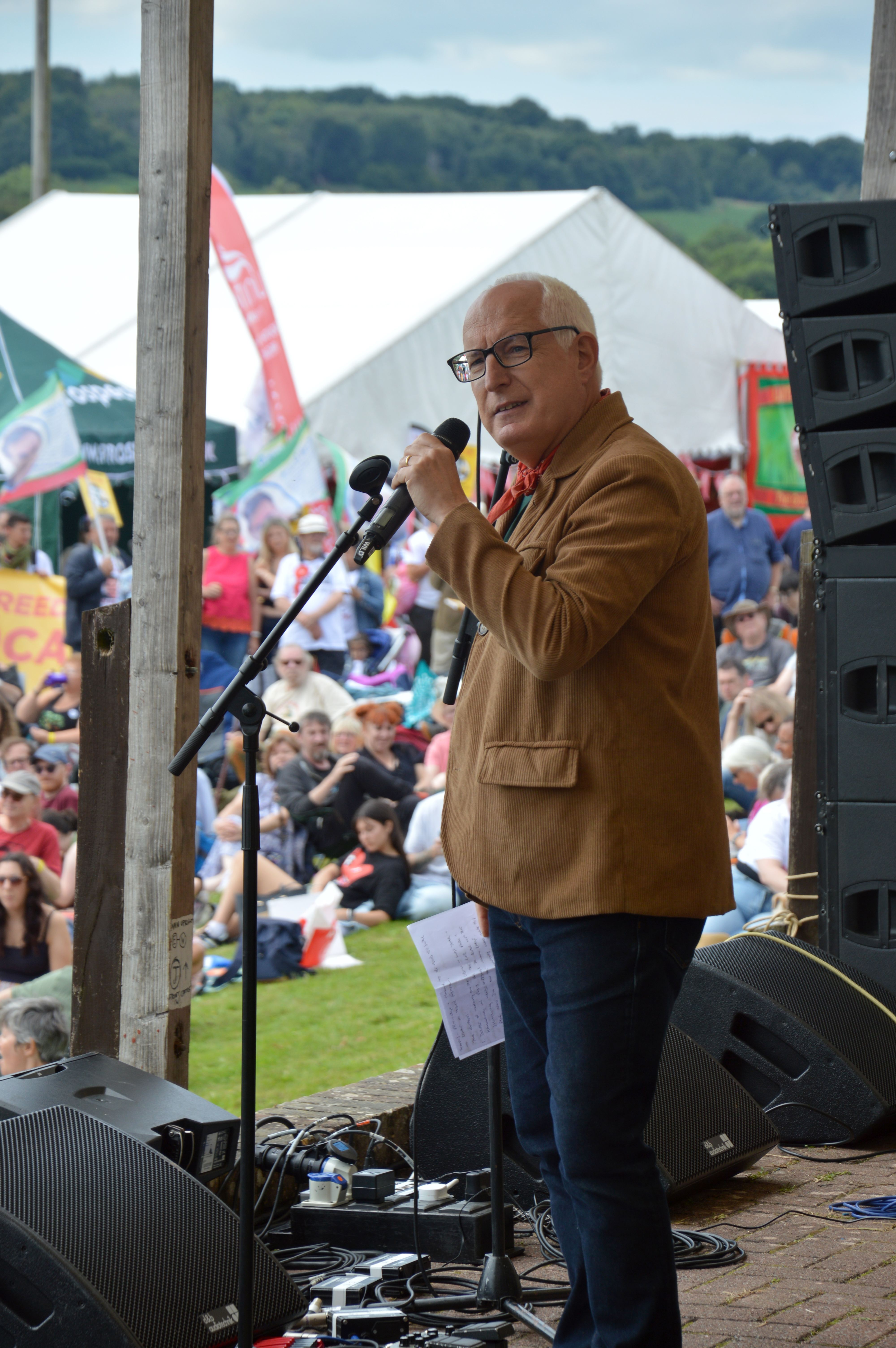
Neil Duncan-Jordan s'exprimant au Festival des Martyrs de Tolpuddle 2024

Duncan-Jordan travaille d’abord pour la Convention nationale des retraités. Avant sa victoire aux élections générales, il est responsable régional d'UNISON.

## Carrière politique
Lors des élections générales de 2024, Duncan-Jordan se présente comme candidat du Parti travailliste pour le siège de Poole. Après plusieurs recomptages, il est confirmé qu'il a été élu député avec 14 168 voix (31,84 %) et une majorité de 18 voix, c'est la première fois que le parti remporte ce siège.